# Густав Голст
Ґустав Теодор Голст (англ. Gustav Theodore von Holst; 21 вересня 1874 — 25 травня 1934) — англійський композитор.

## Біографія
Народився у Челтнемі у сім'ї з німецькими, шведсько-литовськими та британськими коріннями. Батько і мати були у кількох колінах професійними музиками. З юних років служив у храмі органістом, керував церковним хором. Вчився грі на фортепіано, тромбоні та органі в Лондонському музичному коледжі, там же проходив курс композиції в Чарльза Вільєрса Стенфорда. Кілька років грав на тромбоні в оркестрах.
З 1903 року викладав. З 1907 — директор Морлі-коледжу в Лондоні. У 1919—1923 роках викладав композицію в Лондонському музичному коледжі. Захоплювався давньоіндійським мистецтвом, яке надихнуло його на створення опер «Сіта» і «Савітрі». Широко відома також його симфонічна сюїта «Планети».

## Твори
Симфонічні твори
- симфонічна сюїта «Планети»;
- «Сюїта Святого Павла»;
- Увертюра «Волт Вітмен»;
- Перша сюїта, мі-бемоль мажор;
- Друга сюїта, фа мажор;
- Японська сюїта;

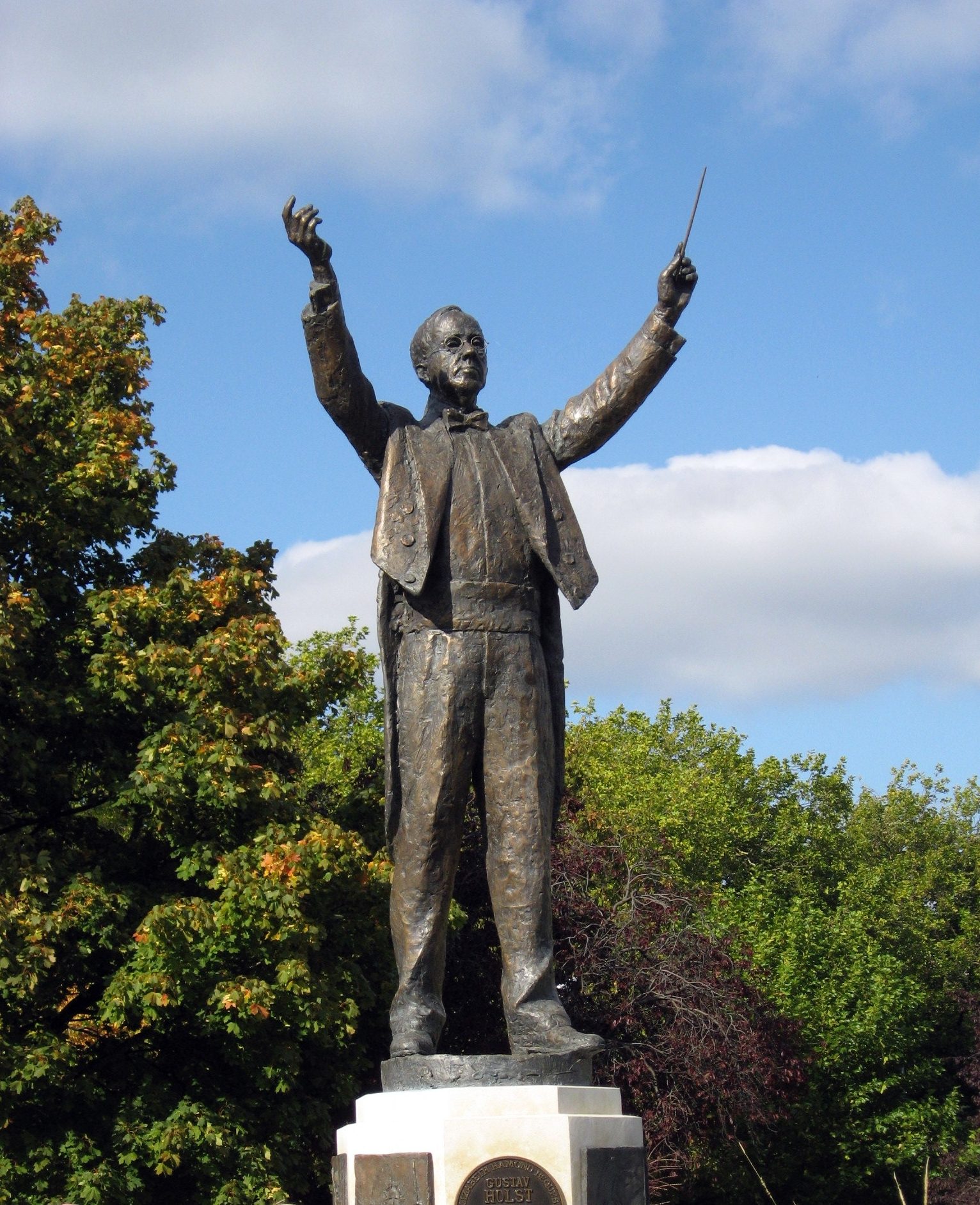
Пам'ятник Голсту в його рідному Челтнемі

- «Еґдонське пустище» («Egdon Heath»);
- «Коваль» («Hammersmith»)

Опери
- «Сіта» («Sita»);
- «Савітрі» («Sāvitri»);
- «Повний дурень» («The Perfect Fool»);
- «Мандрівний школяр» («The Wandering Scholar»)